# Hofdorf (Wörth an der Donau)
Hofdorf (bairisch: Hodorf) ist ein Kirchdorf und der größte Ortsteil der Oberpfälzer Stadt Wörth an der Donau im Landkreis Regensburg in Bayern.

## Geografische Lage
Hofdorf liegt an einem Ausläufer des Falkensteiner Vorwalds, fünf Kilometer östlich von Wörth und etwa zwei Kilometer nördlich der Donau am Rand des Gäubodens. Unmittelbar südwestlich des Orts befindet sich der Donaualtarm des Naturschutzgebiets Gmünder Au. Knapp einen Kilometer südlich verläuft die Grenze zum Nachbarlandkreis Straubing-Bogen und somit zum Regierungsbezirk Niederbayern.

## Geschichte

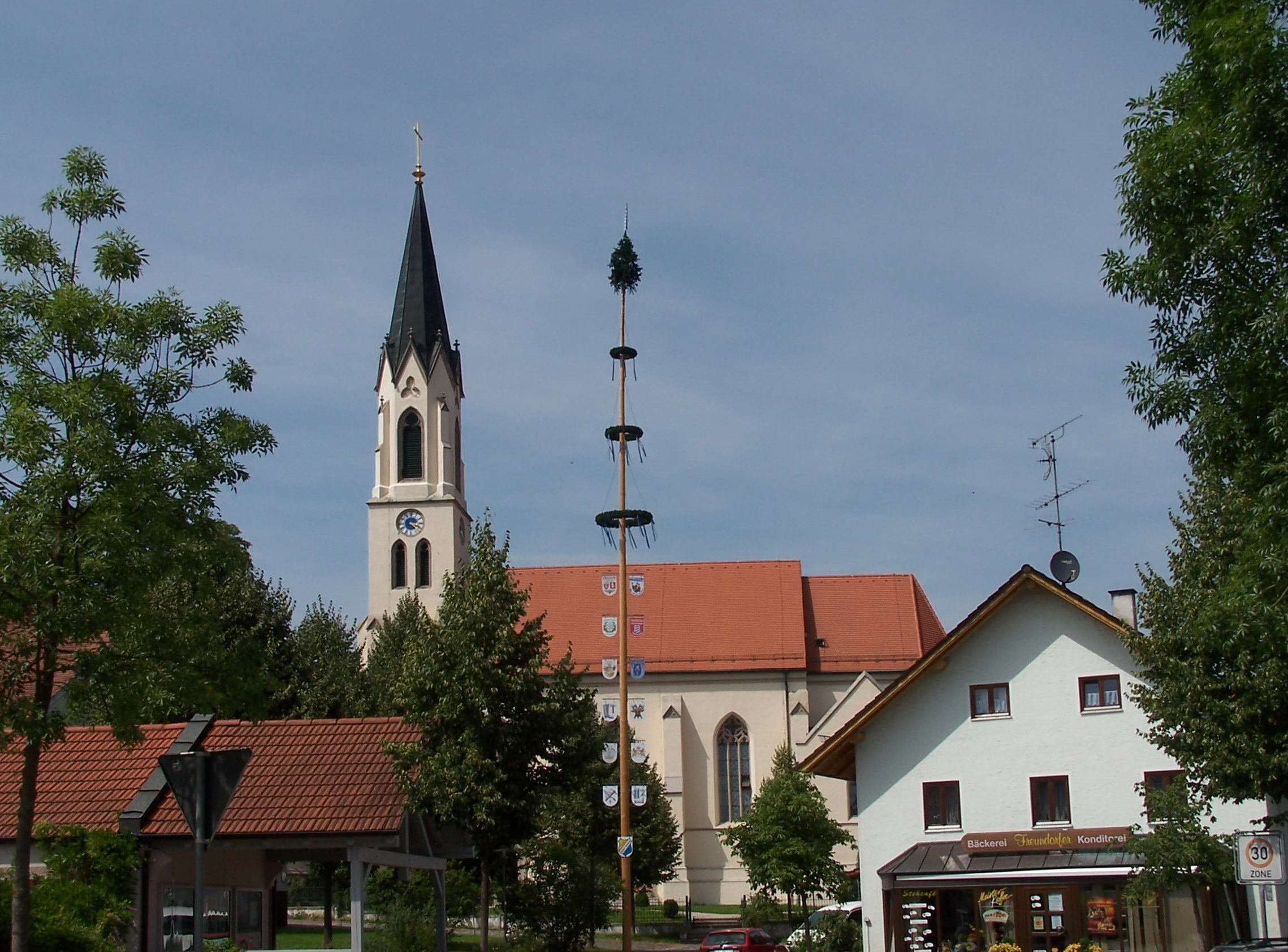
Dorfplatz mit Kirche St. Michael, Hofdorf

Das Jahr 1002 wird als das Jahr der Gründung Hofdorfs angesehen. In einer Urkunde von 1134 erklärte Bischof Heinrich, Graf von Wolfratshausen, dem Kloster Prüll Weinberge bei Hofdorf zu schenken. Der Ortsname soll von einem adeligen Besitzer aus dem Geschlecht der Hoferldorfer herrühren. Im Jahr 1580 wurde das Karmelitenkloster Straubing Grundherr von Hofdorf. 1697 wütete ein großer Dorfbrand, dem zahlreiche Gebäude und auch die Kirche zum Opfer fielen. Überdies wurde Hofdorf auch 1744, 1804 und 1875 von großen Bränden heimgesucht.
Die Geschichte des Ortes ist eng mit seiner Kirche St. Michael verbunden.
Der Ort war ehemals ein Weinbauort; in einer Urkunde von 1134 wird der Weinanbau bereits erwähnt. Heute erinnern daran nur noch Straßennamen. Zudem ist in alten Unterlagen zu entnehmen, dass 1857 und wohl schon früher eine Brauerei bestand, die im Jahr 1924 wahrscheinlich ihren Betrieb einstellte.
Von 1945 bis 1948 kam die Gemeinde Zinzendorf, von der US-amerikanischen Militärregierung veranlasst, vorübergehend zu Hofdorf. Am 1. April 1948 war Zinzendorf wieder selbständig. Die Gemeinde Hofdorf erschloss mit dem Morgensternweg bereits im Jahr 1953 das erste Neubaugebiet nach dem Krieg. Hofdorf war bis zur Gebietsreform eine eigenständige Gemeinde. Letzter Bürgermeister war Josef Kaiser, sein Vorgänger Konrad Lutz.

### Einwohnerentwicklung
|       | Dorf           | Gemeinde       |
| ----- | -------------- | -------------- |
| 1840: |                | 0388 Einwohner |
| 1861: | 0399 Einwohner | 0399 Einwohner |
| 1867: | 0371 Einwohner | 0371 Einwohner |
| 1871: | 0394 Einwohner | 0394 Einwohner |
| 1875: | 0390 Einwohner | 0390 Einwohner |
| 1885: | 0425 Einwohner | 0431 Einwohner |
| 1900: | 0343 Einwohner | 0357 Einwohner |
| 1925: | 0386 Einwohner | 0396 Einwohner |
| 1950: | 0432 Einwohner | 0446 Einwohner |
| 1961: | 0373 Einwohner | 0380 Einwohner |
| 1970: | 0346 Einwohner | 0352 Einwohner |
| 1987: | 0373 Einwohner |                |

### Schule
Hofdorf war früh Standort einer Schule, vermutlich (aufgrund einer ersten Erwähnung) von 1761 an. 1848 (1920 bis 1922 wurde an dieser Stelle der Pfarrhof errichtet), wie auch 1886 wurde eine neue Schule erbaut. Zur Schule Hofdorf gehörten bis 1928 die Orte Hofdorf, Stadldorf, Kieflmauth, Hungersacker, Weihern, Hornau, Waxenberg, Tiefenthals Ostteil sowie Zinzendorf und Hof. 1928 wurde in Weihern ein Schulhaus gebaut. Von da an wurden die Orte Weihern und Hungersacker von der dortigen Schule versorgt. 1962 wurde die Schule Hofdorf erweitert, bevor sich 1972 der Schulverband Hofdorf-Pondorf auflöste. Seitdem werden die Schüler in Wörth an der Donau unterrichtet. Von 1976 bis 1993 hatte die Schule Wörth einige Klassen wegen Platzmangels nach Hofdorf ausgelagert, 1993 wurde der Schulbetrieb endgültig eingestellt, seit 2017 ist im Gebäude vorübergehend das Stadtarchiv der Stadt untergebracht.

### Friedhof
In Hofdorf gibt es einen Friedhof. Früher war er unmittelbar im Kirchhof, seit 1882 liegt er im Westen des Ortes, 1956 wurde er erweitert, seit 1959 gibt es dort ein Leichenhaus.

## Gebietsreform
Seit der Gebietsreform vom 1. April 1971 gehört Hofdorf als größter Ortsteil zur Stadt Wörth an der Donau.
Die Stadt Wörth an der Donau erschloss 1983 die Neubausiedlung „In der Point“ und den „Winzerweg“.

## Kultur und Sehenswürdigkeiten

### Bauwerke

#### Expositurkirche St. Michael
Saalbau mit eingezogenem Chor und Westturm mit Spitzdach, neugotisch, 1880–1883; mit Ausstattung.

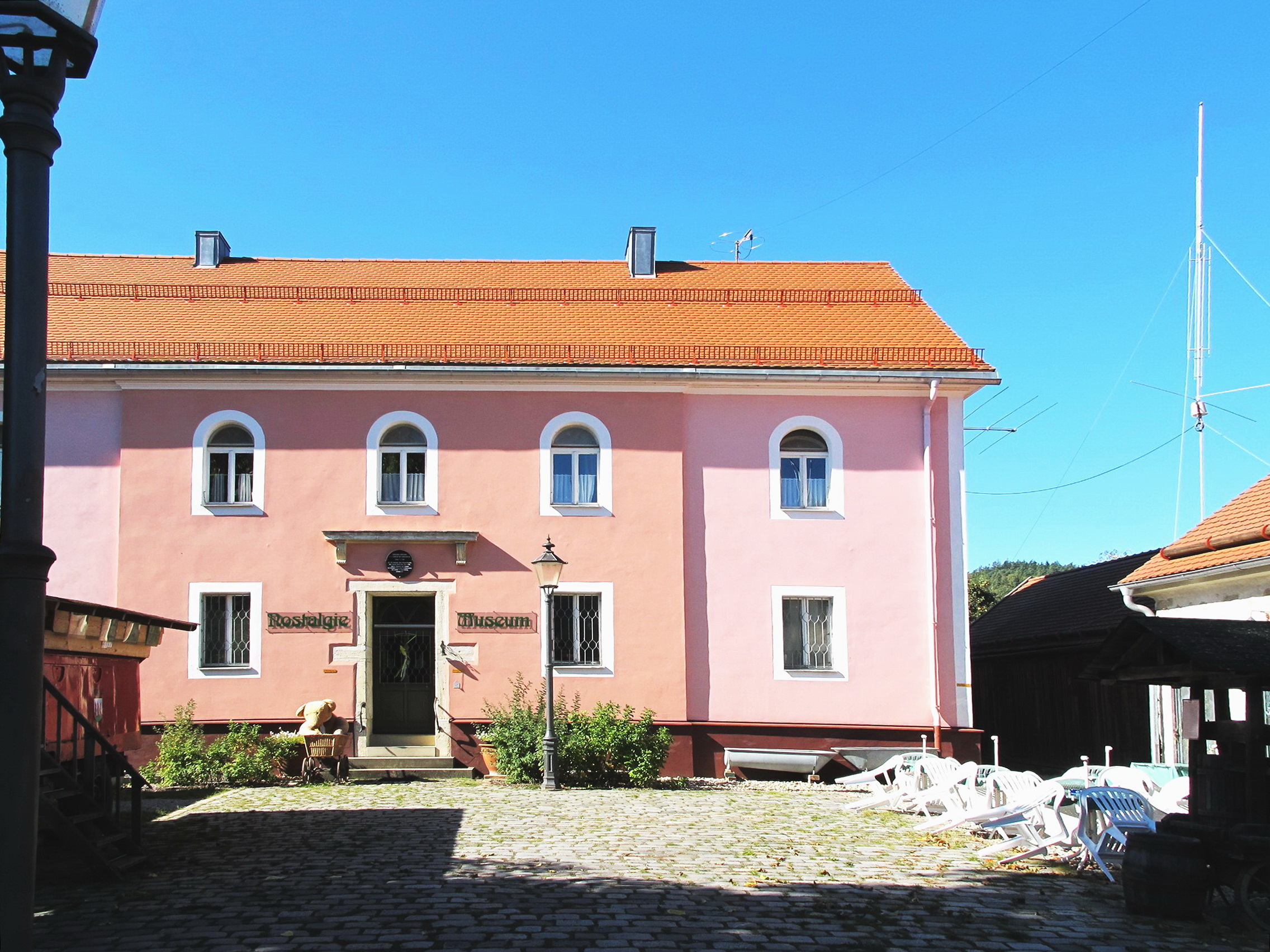
Ehem. Nostalgiemuseum Hofdorf

#### Ehemaliges Nostalgiemuseum
In einem denkmalgeschützten ehemaligen Forsthaus, 1845 erbaut, befand sich ein privates Nostalgie-Museum. Es bestand vom 1. Juni 1997 bis zum 4. Oktober 2015 und zeigte Exponate und Ausstellungen aus der Zeit zwischen 1800 und 1950.

### Alle Baudenkmäler
Siehe auch: Liste der Baudenkmäler in Hofdorf (Wörth an der Donau)

### Vereine
Das Dorf hat ein vielfältiges Vereinsleben. 1874 wurde die Freiwillige Feuerwehr Hofdorf gegründet. Sie sorgt für den Brandschutz und die allgemeine Hilfe. Zudem gibt es den Kegelverein Blau-Weiß Hofdorf (gegründet 1966), die Eishockeyfreunde Hofdorf e. V. (1983), den Sportverein Spielvereinigung Hofdorf-Kiefenholz (1988), die Eicher-Freunde (2003), den Schützenverein Immergrün (1950), die DLRG Ortsgruppe Wörth-Hofdorf (1972) sowie den Krieger- und Soldatenverein (1872). Als kirchlicher Verband auf Pfarrebene besteht der Katholische Burschenverein Niederachdorf-Hofdorf KBV (1923).
Im Ort gibt es einen Fußballplatz und weitere Sportanlagen, ferner eine Asphaltstockbahn, eine Minigolfanlage sowie eine Kegelbahn.

### Musik
Im Dorf besteht eine lange Musiktradition. Seit den 1950er Jahren gibt es die bekannte Musikkapelle „Hans Feldmann“ (heute: Hansi Feldmann). Zudem besteht die seit vielen Jahren überregional bekannte Musikkapelle d'Hofdorfer (Hofdorfer Buam).

### Regelmäßige Veranstaltungen
- Jeweils am 1. Mai des Jahres findet ein Maibaumaufstellen statt.
- Alljährlich stattfindendes Dorffest organisiert durch die Freiwillige Feuerwehr sowie ein Johannifeuer.

## Wirtschaft und Infrastruktur
In Hofdorf befinden sich einige Gewerbebetriebe. Der größte Arbeitgeber ist das 1935 gegründete Baugeschäft Ludwig Wolf.
Der Ort liegt an der Staatsstraße St 2125. Am südlichen Ortsende zweigt die Kreisstraße R 44 Richtung Osten zum Wörther Ortsteil Zinzendorf ab. Der nächste Anschluss an das Bundesfernstraßennetz liegt mit der Auffahrt Nr. 104b „Wörth an der Donau-Ost“ im fünf Kilometer entfernten Wörth an die Bundesautobahn BAB 3 Regensburg-Passau.
Das Dorf liegt an mehreren Wanderwegen und unmittelbar am Donauradweg.

### Öffentliche Einrichtungen
- Stadtarchiv im ehem. Hofdorfer Schulhaus

## Sonstiges
1973 gründete der Maler und Graphiker Professor Heribert Losert in Hofdorf die Freizeitakademie Bayerwald; er zog von München nach Wörth um.

## Gemarkung
Zur Gemarkung Hofdorf zählen die Ortsteile Gartenroith, Hofdorf und Lohbach.

## Persönlichkeiten
- Christian Höcherl, Solo-Trompeter der Dresdner Philharmonie, lebt in Hofdorf